# Clou gamma
Le clou gamma  est une pièce d'ostéosynthèse utilisée pour réduire et fixer certaines fractures de l'extrémité supérieure du fémur (fractures du massif trochantérien) voire de fractures sous-trochantériennes ou encore associant une lésion diaphysaire à une lésion trochantérienne.

## Historique
Apparu à la fin des années 1980 à Strasbourg (France) il s’inspire à la fois du clou en Y de Küntscher et du clou verrouillé et doit son nom à sa forme ; au moins trois générations successives d'amélioration ont été apportées. 

## Descriptif technique
C'est une technique d'ostéosynthèse intramédullaire en ce sens que le clou est glissé au sein de la moelle osseuse ce qui l'oppose aux techniques extramédullaires consistant à poser à l'extérieur de l'os une plaque et des vis,.

## Résultats
S'agissant de fractures survenant chez des patients de plus en plus âgés, les performances de ce mode de fixation sont globalement bonnes car il permet une chirurgie à foyer fermé avec des micro-incisions cutanées réduisant le risque infectieux, sans traumatisme des parties molles, très peu de saignement ajouté, une mise en charge précoce et des consolidations satisfaisantes (peu de cals vicieux, ou de pseudarthrose),.
Cependant, le taux de mortalité après l'opération est de 9,5 % dans les 30 jours qui suivent l'opération. Cela s'explique en raison de la mortalité élevée résultant des fractures du fémur, quel que soit le traitement élevé, car elles surviennent souvent chez des personnes très âgées avec de multiples comorbidités.

## Alternatives au clou gamma
Des alternatives au clou gamma existent donc comme la technique extramédullaire consistant à poser une plaque et des vis, vis de hanche dynamique (DHS), ou le clou PFNA cimenté. En 2016, en France, la Haute autorité de santé (HAS) ne tranche pas sur l'intérêt relatif du clou gamma ou des plaques-vis dans la prise en charge des fractures extra-capsulaires de l’extrémité proximale du fémur (c'est-à-dire des fractures éloignées de l'articulation de la hanche et ne mettant pas en cause celle-ci). La situation est plus complexe pour les fractures intra-capsulaires ou le recours à une arthroplastie (pose d'une prothèse de hanche) peut être envisagé mais dans ce cas l'HAS considère que l'ostéosynthèse reste recommandée dans le traitement des fractures intra-capsulaires de type Garden 1 et 2 de l’extrémité proximale du fémur.

## Complications
Les complications après la pose d'un clou gamma sont peu fréquentes. Dans une étude où plusieurs centaines de personnes sont suivies en moyenne 13 ans après la pose du clou, on constate que 3,8 % ont une nouvelle fracture du fémur, 2 % ont une gène au niveau de la hanche, 1 % ont une vis ou le clou qui s'est déplacé. Moins de 1 % ont une des complications suivantes : problème de cicatrisation au niveau de la cicatrice, infection, clou cassé, décès durant l'opération.